# كول أوف جوريز: ذا كارتل
كول أوف جوريز: ذا كارتل (بالإنجليزية: Call of Juarez: The Cartel)‏ هي لعبة فيديو إلكترونية من نوع تصويب منظور الشخص الأول والجزء الثالث من سلسلة ألعاب كول أوف جوريز ، طورها شركة تيكلاند البولندية ونشرها شركة يوبي سوفت الفرنسية ، نزلت في السوق سنة 2011م وتعمل لأنظمة بلاي ستيشن 3 وإكس بوكس 360 وويندوز.